# Фёдоров, Олег Петрович
Олег Петрович Фёдоров (род. 14 сентября 1959) — русский художник, живописец.

## Биография
Родился 14 сентября 1959 года в селе Выльгорт Сыктывдинского района Коми АССР.
Окончил Чебоксарскую художественную школу № 1. С 1980 года живёт и работает в Москве. В 1984 году окончил Московское высшее художественно-промышленное училище (Строгановское училище). Член Московского союза художников. С 1989 года является членом Профессионально-творческого союза художников и графиков Международной федерации художников ЮНЕСКО.

## Частные собрания
- Патриарха Алексея II;
- М. Жванецкого;
- В. Черномырдина;
- А. Ширвиндта;
- Л. Голубкиной.

## Музеи
- Музей истории Москвы;
- Музей истории города Ярославля;
- Чувашский государственный художественный музей[2];

## Выставки
- 1988 XVII Московская молодёжная выставка. Центральный выставочный зал «Манеж». Москва.
- 1989 «Живое Мироздание». Выставочный зал ИТАР-ТАСС. Москва.
- 1989 Аукцион фирмы. «Аукционхауз Циммермана». Франкфурт-на-Майне, Германия.
- 1990 «Традиции русской живописи». Музей истории Москвы. Москва.
- 1990 «Малая Грузинская, 28». Центральный выставочный зал «Манеж». Москва.
- 1990 Галерея Роя Майлза. Лондон. Великобритания.
- 1990 Галерея «Файн Арт». Уилтшир, Великобритания.
- 1990 Галерея «Оскар». Вашингтон (окр. Колумбия), США.
- 1991 Колледж Искусств. Омаха, США
- 1991 Дом советской науки и культуры. Берлин, Германия.
- 1992 Галерея «Каха банк». Виттьория, Испания.
- 1993 «Линнеарт». Гент, Бельгия.
- 1995 Персональная выставка «Лето» ЦДХ. Москва.
- 1999 Персональная выставка «Вечерний город». ЦДХ. Москва.
- 2000 Роспись кофейни «Де Марко».
- 2004 Выставка в Управлении Делами Президента РФ. Москва.
- 2007 Выставка в Мэрии г. Харбина. Китай.
- 2008 Выставка в Мэрии г. Порт-бай, Нормандия. Франция.
- 2011 Выставка в Чувашском государственном художественном музее[3]

## СМИ
- Независимая газета, литературное приложение. 2009.
- Газета Изограф. 2006—2008.
- Газета Moscow Times, 1993.
- Журнал Инейт, № 18, 2008.
- Журнал Деловые люди, № 12, 2008.
- Журнал Праздник, № 1, 1998.
- Журнал Досуг в Москве, декабрь 1991.
- Интервью на канале РТР, 1996.
- Эфир на Радио 1, 1994.
- Интервью на кабельном телевидении Северо-Западного округа г. Москвы, 2006—2008.